# Terminal de bus express (métro de Séoul)
Terminal de bus express (en coréen : 고속터미널역 et officiellement en anglais : Express Bus Terminal) est une station, de corresspondance entre la ligne 3, la ligne 7 et la ligne 9 du métro de Séoul. Elle est située, 188 Sinbanpo-ro et 19-11 Banpo-dong, dans l'arrondissement de Seocho-gu, à Séoul en Corée du Sud.
Ouverte en 1985, comme station de passage de la ligne 3, elle devient en 2009 une station de correspondance avec la ligne 7 et en 2009 la correspondance est complétée avec la ligne 9. Elle est desservie par les rames omnibus qui circulent sur les trois lignes et les rames express qui circulent sur la ligne 9.

## Situation sur le réseau

Plan du réseau (2023)

## Histoire
La station de passage Terminal de bus express, de la ligne 3 du métro de Séoul est mise en service le 18 octobre 1985.
Elle devient une station de correspondance le 1er août 2000 lors de l'ouverture à l'exploitation d'une section de la ligne 7 du métro de Séoul. Puis cette correspondance est renforcée le 24 juillet 2009 avec la mise en exploitation le  de la première section de la ligne 9, entre Gaehwa et Sinnonhyeon

## Services aux voyageurs

### Accès et accueil
La station dispose de huit accès numérotés 1 à 8. Elle dispose de cinq niveaux reliés par des escaliers et des ascenseurs. Elle est équipée d'automate notamment pour l'achat titres de circulation.

### Desserte

#### Station ligne 3
Terminal de bus express est desservie par les rames omnibus circulent sur la ligne 3.

Installations
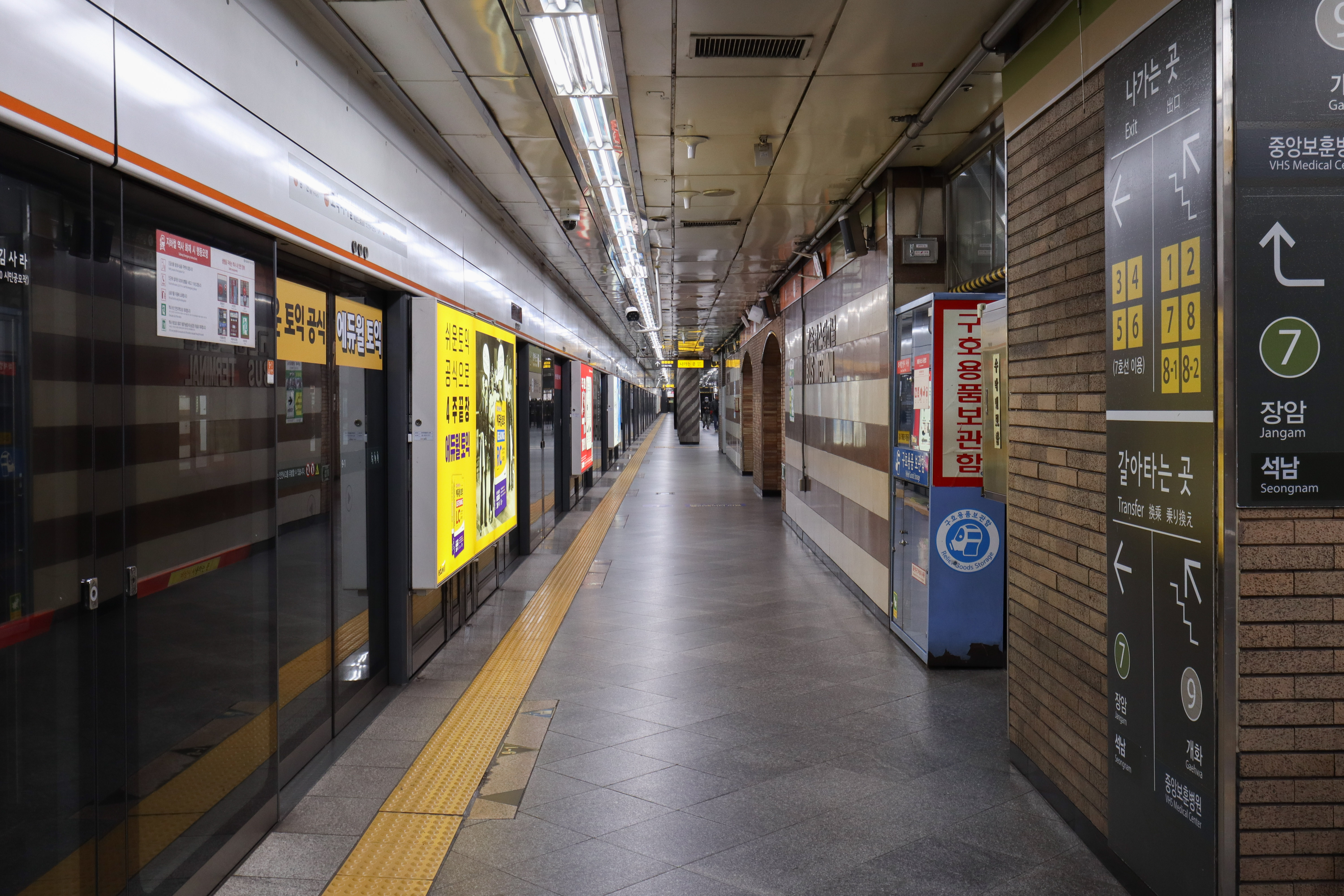
En 2023.
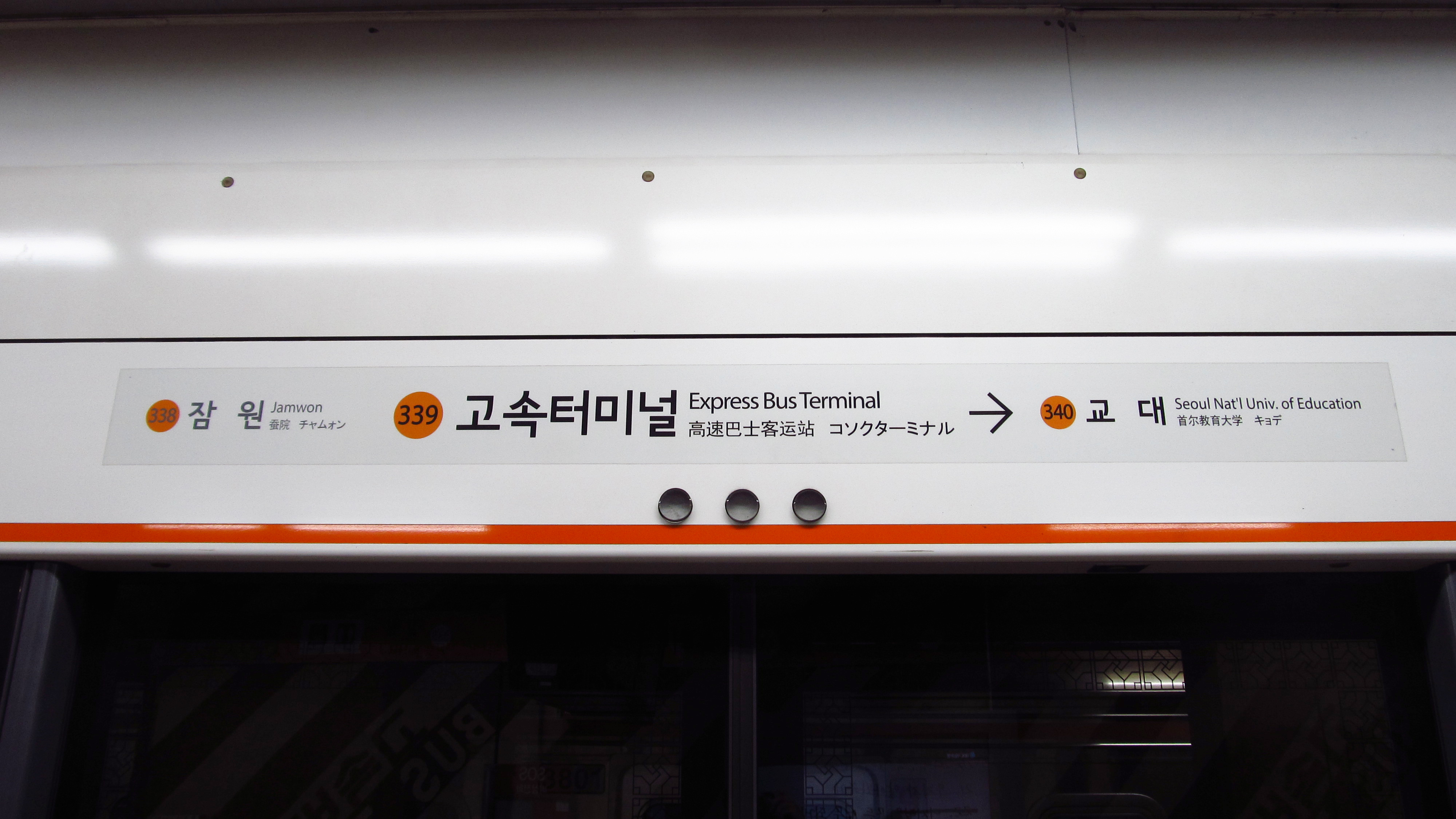
En 2018.
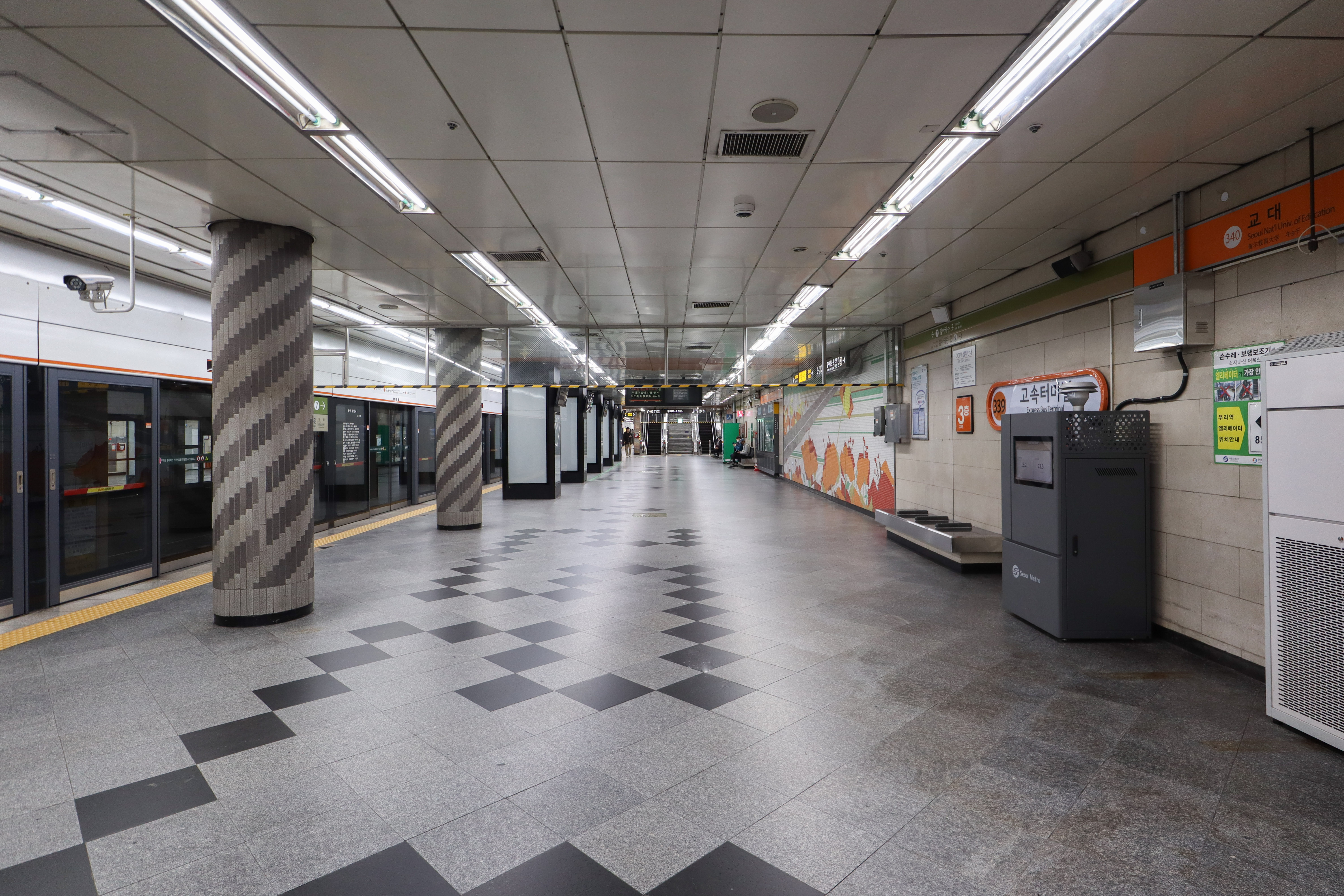
En 2023.

#### Station ligne 7
Terminal de bus express de la ligne 7 est desservie par les rames omnibus qui circulent sur la ligne.

Installations
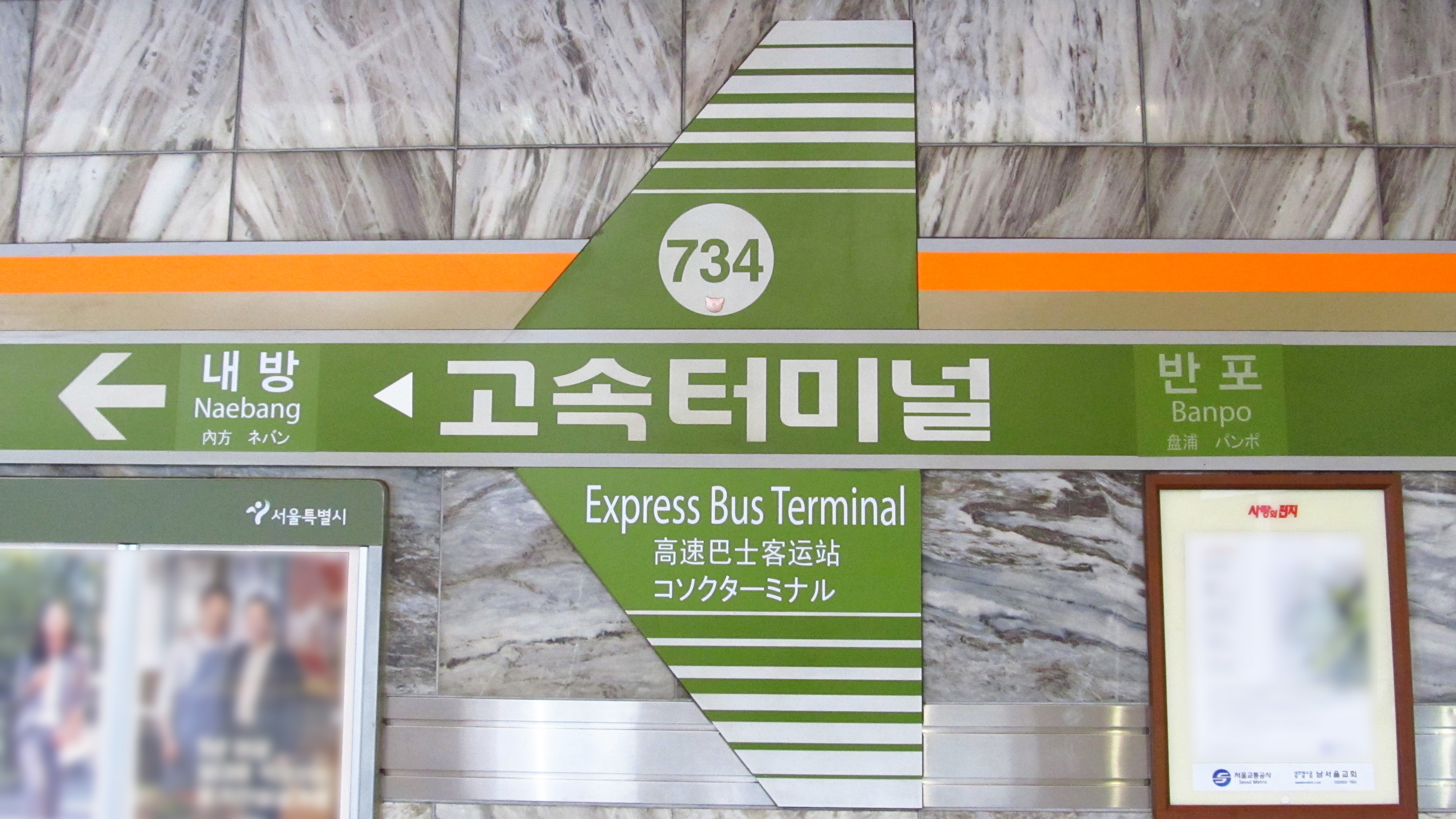
En 2018.
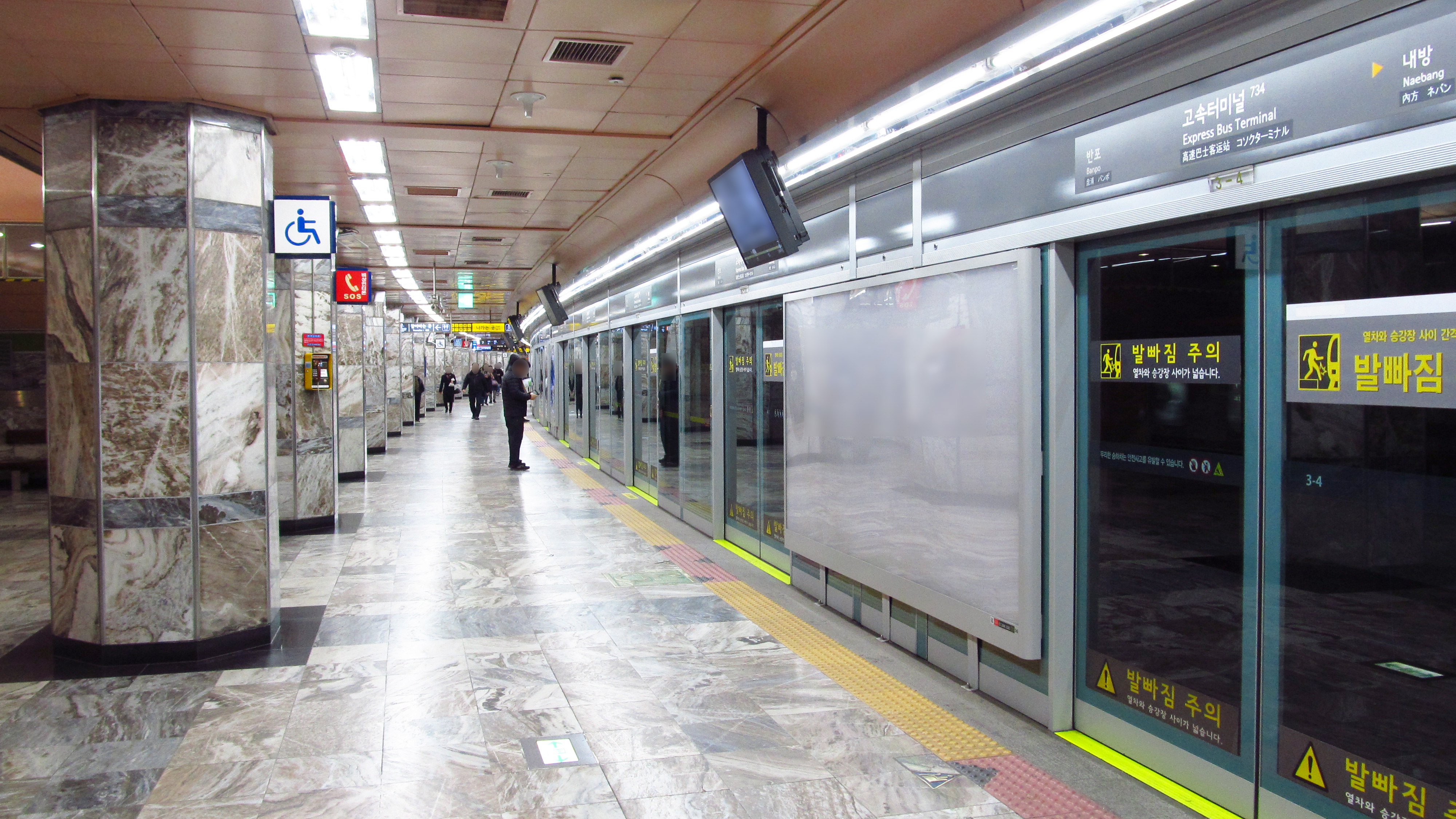
En 2018.

#### Station ligne 9
Terminal de bus express de la ligne 9 est desservie par les rames omnibus express circulent sur cette ligne.

Installations
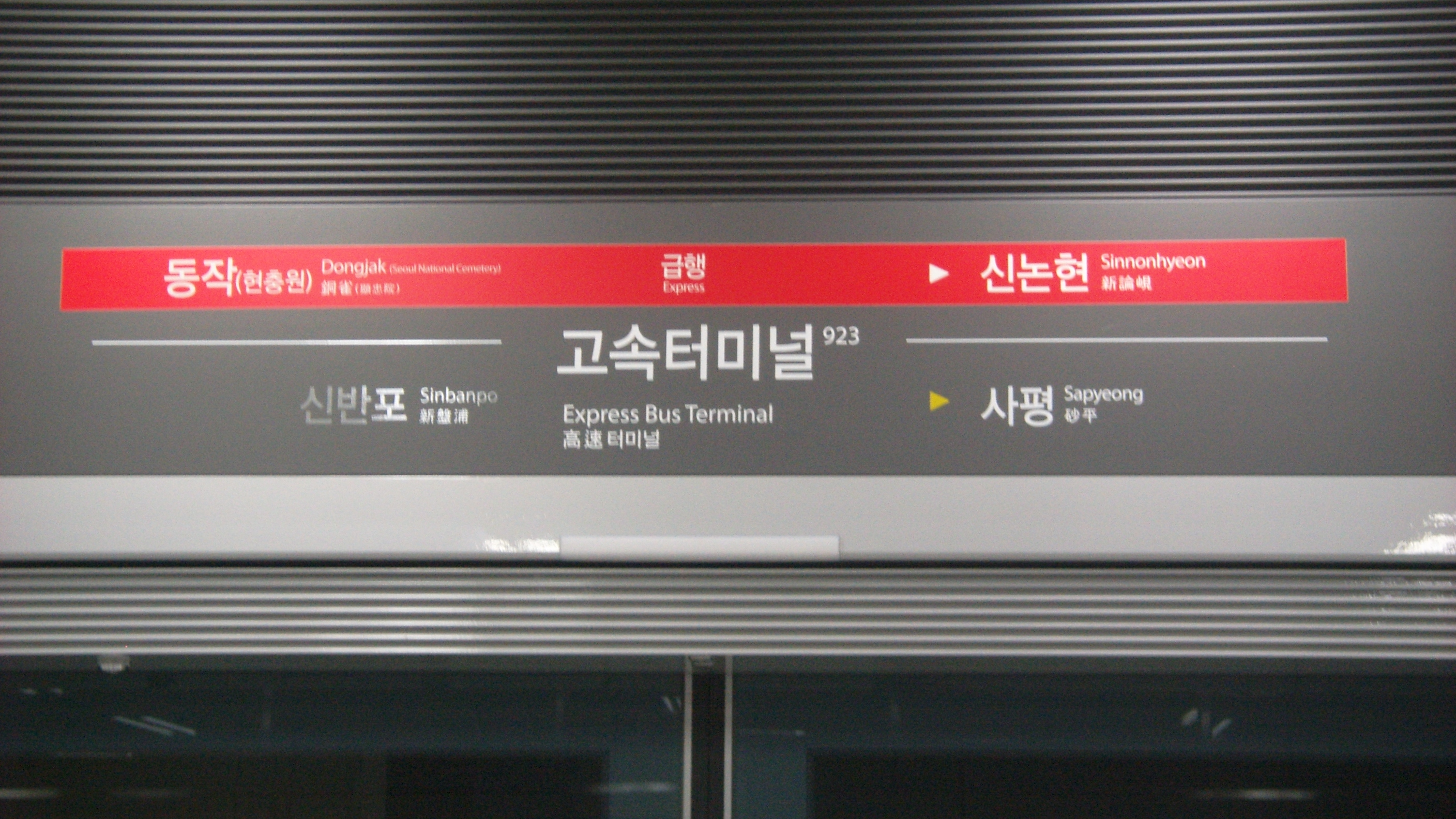
En 2009.
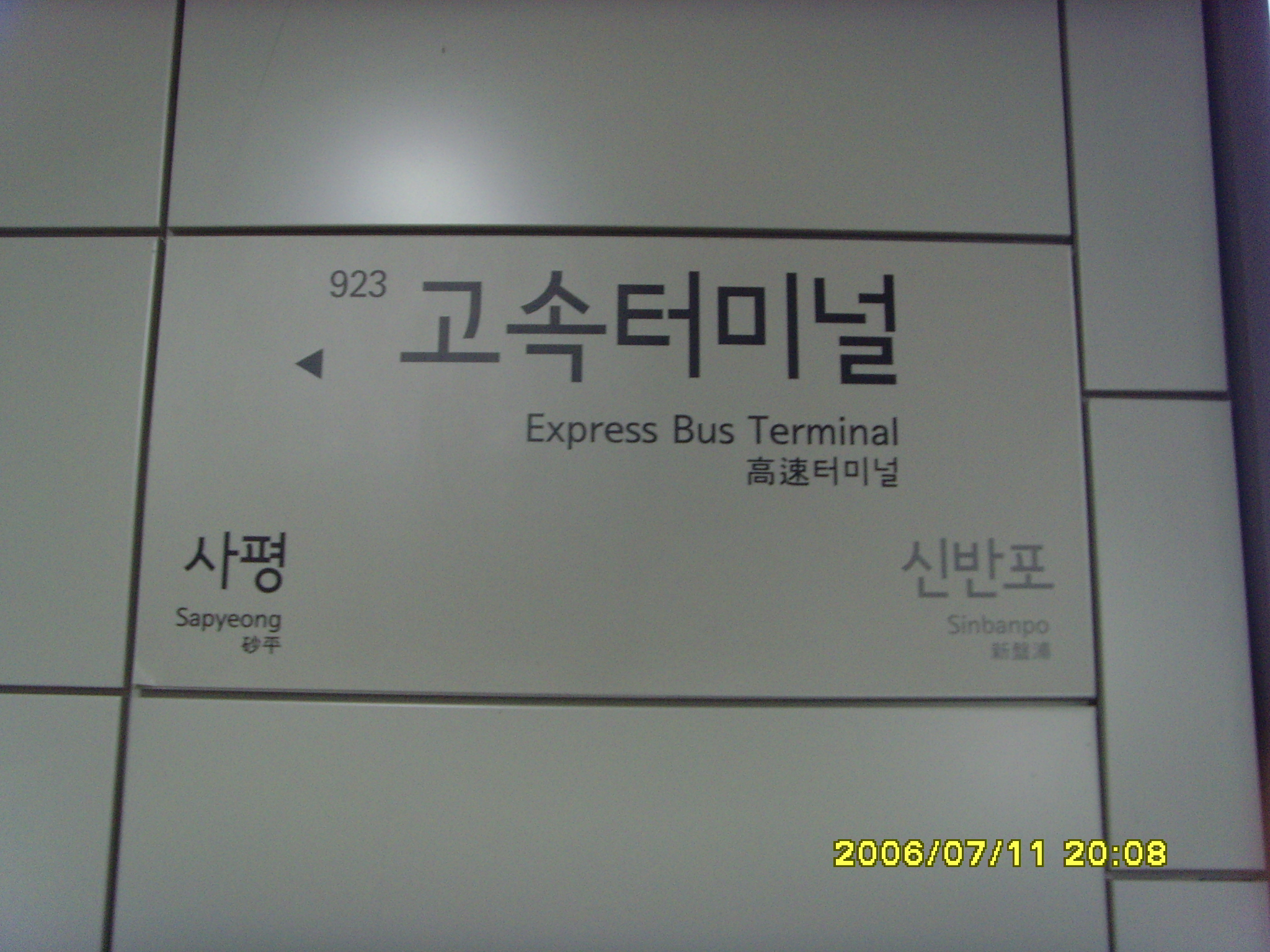
En 2009.

### Intermodalité
Des terminaux de bus express sont installés au rez-de-chaussée, accessible notamment par l'accès no 1 on y trouve notamment le terminal de la ligne Yeongdong, ligne Gyeongbu et par l'accès no 3 les terminaux de bus express des lignes Honam, Gyeongbu et Yeongdong.

## À proximité
Les accès permettent notamment par l'accès no 4, les échanges avec le campus Seongui de l'université catholique de Corée Hôpital St Marie de Séoul et l'accès no 7, le Collège universitaire catholique de médecine et d'infirmières, Hôpital St. Mary de l'Université catholique de Séoul et la librairie Youngpoong.